# Sabatia pyriformis
Sabatia pyriformis is een slakkensoort uit de familie van de Scaphandridae. De wetenschappelijke naam van de soort is voor het eerst geldig gepubliceerd in 2008 door Valdés.